# Pivovar Hurbanovo

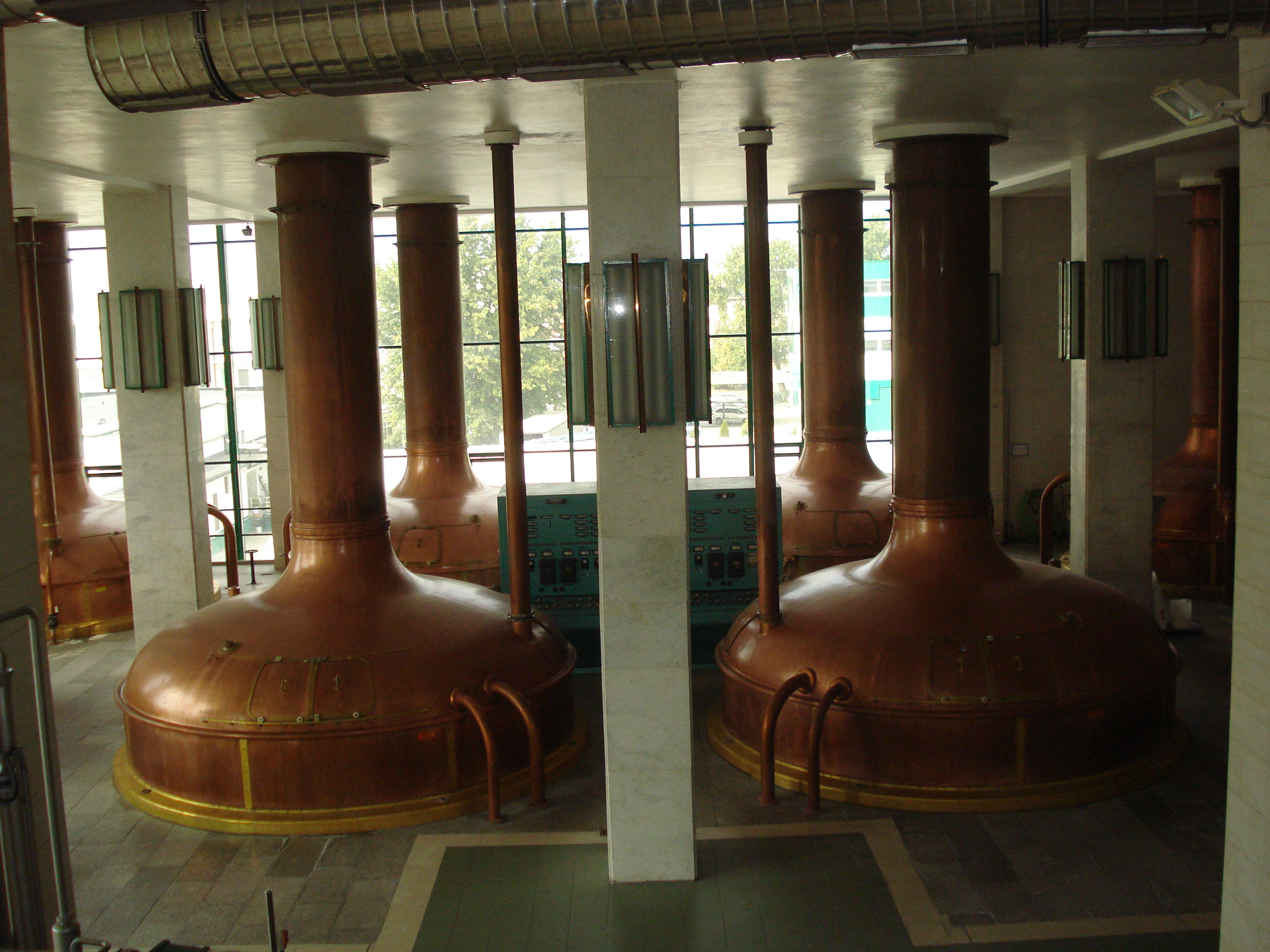
Stara warzelnia

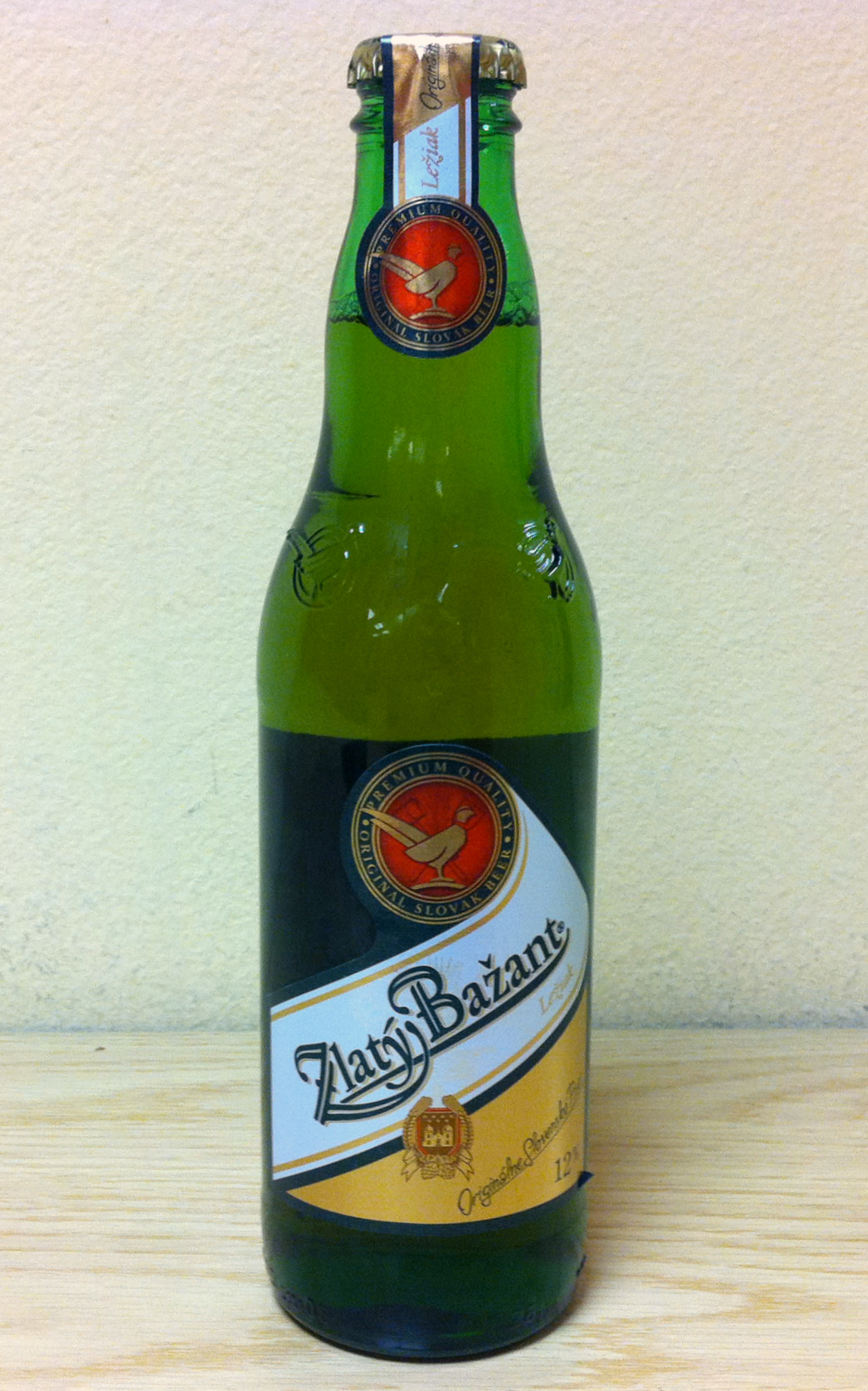
Zlatý Bažant 12, sztandarowy produkt browaru w Hurbanovie

Browar Hurbanovo (słow. Pivovar Hurbanovo) – słowacki browar, zlokalizowany w Hurbanovie, utworzony w 1969 r., a od 1995 r. należący do holenderskiego koncernu Heinekena, w którym warzone jest jedno z najpopularniejszych słowackich piw, Zlatý Bažant.

## Historia
Kamień węgielny pod budowę browaru w Hurbanovie wmurowano 1 lutego 1964. O lokalizacji nowego zakładu z branży piwowarskiej zadecydowały zarówno czynniki klimatyczne, jak i logistyczne. Obiekt planowany był jako wzorcowy browar, mający w przyszłości eksportować piwo i słód do krajów bloku wschodniego. W 1967 r. wybudowano słodownię, która w pierwotnym kształcie mogła przetworzyć 35 000 ton słodu rocznie. W 1969 r. otwarto właściwy budynek browaru, w którym rocznie warzono 600 000 hl piwa. Z czasem obiekt rozbudowano, a produkcja piwa wzrosła do 1 200 000 hl. W 1971 r. Browar Hurbanovo, jako pierwszy we wschodniej Europie wyprodukował piwo w puszkach. Tak opakowany produkt znalazł się w ekwipunku czechosłowackich himalaistów (wyprawy na Nanga Parbat w 1973 r. i Makalu w 1975 r.), rowerzystów (Afryka w 1975 r.) oraz rejsu Richarda Konkolskiego, który w 1973 r. opłynął kulę ziemską na jachcie. W 1979 r., piwo warzone w Hurbanovie eksportowano już do 12 krajów, również tak egzotycznych, jak Islandia, czy Uganda. W 1986 r. hurbanovski zakład zorganizowany dotąd w ramach Zachodniosłowackich browarów Bratysława (Západoslovenské pivovary Bratislava) wyodrębniono do samodzielnego przedsiębiorstwa pod nazwą Zachodniosłowackie browary i słodownie (Západoslovenské pivovary a sladovne). W 1987 r. produkcję słodu podniesiono do poziomu 63 000 ton. Po rozpadzie Czechosłowacji nastąpiło przyspieszenie rozwoju browaru. W 1993 r. zamontowano nową linię rozlewniczą o wydajności 42 tysięcy butelek na godzinę. Rok później na 25-hektarowym obszarze postawiono dwanaście nierdzewnych kotłów warzelnych o pojemności 2500 hl każdy, jak też trzypiętrową leżakownię.

### Heineken
W 1995 r. browar wraz ze słodownią został wykupiony przez międzynarodowy koncern Heineken International. W 2003 r. holenderska spółka postawiła w Hurbanovie słodownię, która jest w stanie wytworzyć 145 000 ton słodu rocznie. Jedynie część tej produkcji zużywana jest przez miejscowy browar. Hurbanovska słodownia jest najnowocześniejszym i największym tego typu zakładem w Europie Środkowej i Wschodniej. Dla swoich potrzeb zakład skupuje 60% słowackiego jęczmienia. Dzięki rozbudowie browaru, roczna produkcja piwa przekracza obecnie 2 mln hl. W 2008 r. poczyniono kolejne inwestycje: postawiono linię rozlewniczą dla dużych butelek, nowe zbiorniki fermentacyjne, a także odnowiono niektóre budynki browaru. Wartość nakładów dokonanych łącznie na browar i słodownię oszacowano w 2010 roku na 6,5 mld koron (216 mln euro), co plasuje Heineken International na pierwszym miejscu wśród słowackich browarów i w ścisłej czołówce inwestorów w całym słowackim sektorze spożywczym.

## Współczesność
Browar Hurbanovo jest jednym z największych słowackich browarów, w którym wytwarza się pięć słowackich i cztery zagraniczne piwa o łącznej objętości ponad 2 mln hl w skali roku. Oprócz typowej działalności produkcyjnej, pod koniec września odbywają się tzw. drzwi otwarte browaru. W 2011 r. w tym okresie Pivovar Hurbanovo odwiedziło 8 tys. gości, a 2,5 tys. z nich przeszło tzw. "piwną ścieżką", która prezentuje pełny proces warzenia piwa. Celem tego swoistego święta browaru jest rozwijanie wiedzy o produkcji piwa, jego sprawnym nalewaniu, ale też o tym, jak używać piwa w gastronomii.

## Produkty
Uwaga! Wszystkie podane niżej oznaczenia procentów (%) odnoszą się do zawartości ekstraktu brzeczki podstawowej, nie zaś zawartości alkoholu.
- Corgoň – piwo z browaru w Nitrze. Marka została wykupiona przez Heineken w grudniu 1995 r. W październiku 2004 r. produkcję Corgoňa przeniesiono częściowo do Rymawskiej Soboty (browar Gemer), a częściowo do Hurbanova[3]. Od pewnego czasu marka Corgoň buduje wizerunek poprzez sport – np. od 2003 r. jest sponsorem tytularnym słowackiej I ligi piłkarskiej, która nosi marketingową nazwę Corgoň liga
  - 10%, 12%, Tmavé („Ciemne”)
- Gemer – piwo z regionu Gemer, którego produkcję w 2006 r. przeniesiono z Rymawskiej Soboty do Hurbanova[4]
- Kelt – marka wprowadzona na rynek w 1999 r.[5] jako dwunastka, w 2007 r. została zastąpiona przez wersję o 10% ekstraktu chmielowego, co zostało odczytane jako przejście do kategorii piw tanich[6]
  - 10% (laureat Srebrnej Korony Piwnej 2009), 12% (wyłącznie jako piwo beczkowe)
- Martiner – piwo z regionu Turiec. W ręku grupy Heineken od lutego 2000 r. W 2003 r. proces warzenia przeniesiono ze zlikwidowanego browaru w Martinie do Nitry (browaru Corgoň)[7], a następnie do Hurbanova
  - 10%, 12% (laureat Srebrnej Korony Piwnej 2009)
- Zlatý Bažant – podstawowa marka koncernu Heineken na Słowacji
  - 10%, 12% (laureat Złotej Piwnej Korony Agrokompleksu 2006 oraz Srebrnej Czeskiej Piwnej Pieczęci 2007), Tmavé, Nealko („Bezalkoholowe”), Radler (napój piwny, 40% piwa i 60% soku cytrynowego), Pšeničné („Pszeniczne”), Porter, Bock („Koźlak”), Tmavé kvasinkové („Ciemne drożdżowe”)
- marki produkowane na zagranicznych licencjach:
  - Desperados – francuskie piwo o smaku tequili
  - Heineken – piwo holenderskie
  - Krušovice – czeskie piwo z Krušovic
  - Starobrno – czeskie piwo z Brna